# Lernkontrolle
Lernkontrolle oder Lernerfolgskontrolle ist ein Fachbegriff der Unterrichtslehre. Unter Lernkontrollen versteht man in der Allgemeinen Didaktik mit den projektierten Zielsetzungen eines Unterrichtsprozesses korrespondierende Maßnahmen, die den Erfolg der Lernvorgaben möglichst objektiv messen und sicherstellen sollen.

## Sinn und Zweck
Die Notwendigkeit von Lernkontrollen ergibt sich didaktisch zwingend zum einen aus der Notwendigkeit einer persönlichen  Rückmeldung für den Lernenden über seinen Lernerfolg und zum anderen aus dem sachlichen Anspruch eines systematisch aufgebauten reflektierten Lernprozesses. Das „Prinzip der Erfolgssicherung“ gehört zu den elementaren Grundsätzen der Unterrichtslehre und hat für alle Lehr- und Lernbereiche Gültigkeit:
Ein Lehren und Lernen ohne Zielvorstellungen verliert sich im Unverbindlichen, Zufälligen, Beliebigen. Ein Unterricht ohne begleitende Lernkontrollen verzichtet auf die Steuerung der Lernabläufe, ein Unterricht ohne abschließende Lernkontrollen auf eine Reflexion des objektiven Lernerfolgs. Er nimmt die eigenen Zielsetzungen nicht ernst und dokumentiert damit, dass die Ergebnisse der Lernprozesse nicht sonderlich interessieren oder lediglich subjektiv nebenbei zur Kenntnis genommen werden sollen. Lernvorgaben, die auf nachfolgende Lernkontrollen verzichten, ignorieren zudem die Logik stufenweise sich aufbauenden Lernens:
Ein konsequenter  Lernprozess gibt Ziele vor, die zu erreichen beabsichtigt sind. Diese stellen sich im modernen Unterricht als übergeordnete Leitziele und konkreter gefasste Lernziele dar.
Ob die angestrebten Zielsetzungen aber auch tatsächlich erreicht wurden, lässt sich nur über objektive Lernkontrollen sicherstellen. Der mit der Überprüfung festgestellte Lernstand wird dann im weiteren Unterricht zum Ausgangspunkt und zur Basisentscheidung neuer Lernziele, die nach Abschluss der nächsten Unterrichtsphase einer erneuten Lernstandsfeststellung unterzogen werden. Auf diese Weise können Lernfortschritte, aber auch Lernmängel des einzelnen Schülers wie der gesamten Lerngemeinschaft differenziert analysiert und verbessert werden. Sie können auch Anlass  für eine veränderte  Methodenwahl bzw. die Verringerung oder Beschleunigung der Lerngeschwindigkeit werden. Ein professionell gestalteter Unterricht bedarf einer begleitenden und einer abschließenden Erfolgskontrolle. Die Aufeinanderfolge „Lernzielsetzung – Ergebniskontrolle – neue Zielsetzung – erneute Ergebniskontrolle“ gilt als didaktische Grundregel für jede Art reflektierten Ausbildens und Unterrichtens:
Der Didaktiker Siegbert A. Warwitz verwendet zur Erläuterung des Sinns von Lernzielen und Lernkontrollen das Bild vom Seemann, der sich mit seinem Schiff auf den Atlantik hinausbegibt: Er hat die Möglichkeit, ziel- und orientierungslos auf das Meer hinauszufahren und sich an der reinen Seefahrt zu erfreuen. Er kann sich aber auch ein bestimmtes Fahrtziel vornehmen. Dazu muss er den richtigen Kurs bestimmen, ausreichend Proviant an Bord nehmen, seine Position in der Weite des Ozeans immer wieder überprüfen und schließlich sicherstellen, dass er auch den Zielhafen New York und nicht etwa die Küste von Schottland oder Nordafrika erreicht hat.

## Evaluation von Unterrichtserfolg
Lernkontrollen haben auch im Qualitätsmanagement des Unterrichts eine unverzichtbare und unbestrittene Bedeutung: Die Evaluation unterrichtlicher Maßnahmen gibt Auskunft über die Akzeptanz des eingeschlagenen Lehr- und Lernwegs durch die Lernenden sowie über die Wirksamkeit bestimmter Methoden und den daraus erwachsenden Unterrichtserfolg. Auf der Basis der gewonnenen Erkenntnisse können inhaltliche und strukturelle Veränderungen vorgenommen werden. Wer sich ihnen verweigert, entzieht sich der Leistungsbeurteilung sowohl des Lehrenden wie der Lernenden. Soweit sie wissenschaftlichen Ansprüchen genügt und nicht nur eine Sympathie- oder Antipathiekundgebung beinhaltet, dient die Lehrevaluation in Form einer Veranstaltungskritik der Qualitätssicherung der Lehre. Die 1997 gegründete „Gesellschaft für Evaluation“ hat dafür bestimmte Standards entwickelt.

## Geschichte
Auf bestimmte Lernergebnisse ausgerichteter Unterricht wurde von jeher in allen Kulturen mit Lernkontrollen verbunden. Eine differenziertere wissenschaftliche Auseinandersetzung mit der Lernziel- und Lernkontrollfrage begann jedoch erst mit dem Aufkommen der modernen Didaktik und dem Erscheinen der Didactica magna, der „Großen Didaktik,“  von Johann Amos Comenius im 17. Jahrhundert.
Der amerikanische Experimentalpsychologe B.F. Skinner entwickelte in den 1950er Jahren das sogenannte Programmierte Lernen. Bei dieser auf der  operanten Konditionierung aufgebauten Lernmethode spielen das selbstständige Lernen und das Prinzip der Belohnung nach erfolgreicher Lernkontrolle eine wesentliche Rolle.  Mit dem Aufkommen des digitalen Zeitalters wurde aus der Lernform des ohne stetige Lernkontrollen nicht denkbaren Programmierten Unterrichts das heutige  E-Learning  entwickelt.
Eine Zuspitzung fand die Auseinandersetzung mit der Lernzielkontrollproblematik in der Diskussion um die sogenannte Curriculare Didaktik in der zweiten Hälfte des 20. Jahrhunderts. Nach der Vorstellung dieser didaktischen Richtung sollten möglichst sämtliche Lernprozesse mit definierten Zielvorgaben verknüpft werden, sollte eine weitestgehende Beschränkung auf sogenanntes operationalisierbares, also streng nach der Zielvorstellung des Lehrenden beobachtbares Verhalten und entsprechend abprüfbare Ergebnisse stattfinden. Die in der behavioristischen Tradition stehende Didaktikrichtung verengte damit das Zielspektrum und vernachlässigte die Lernleistungsbreite, insbesondere das kreative Leistungsspektrum. Ein Ausfluss dieser lernzielfixierten Didaktikrichtung ist bis heute etwa das verbreitete Prüfverfahren Multiple Choice, bei dem aus vier bis fünf vorformulierten Antworten eine als richtig erkannt werden soll. Die eklatanten Mängel dieses Prüfverfahrens führen z. T. zu kuriosen Ergebnissen. So geht es etwa bei der Medizinerausbildung an der Realität vorbei, weil der Arzt am Krankenbett die richtige Diagnose aus dem Fundus seines Wissens selbst finden und stellen muss und ihm keine fünf Möglichkeiten vorgegeben sind, von denen eine die richtige ist. Bei den ersten Theorieprüfungen zur Gleitschirmpiloten-Lizenz Ende der 1980er Jahre ergab sich die groteske Situation, dass wider besseres Wissen mehrere falsche Antworten angekreuzt werden mussten, da die Schablonenauswertung diese irrtümlich als richtig vorsah. Solche Fehlentwicklungen sind heute durch ergänzende Prüfmethoden weitestgehend korrigiert oder abgemildert, die Multiple-Choice-Verfahren vor allem wegen der bequemen Auswertbarkeit aber nach wie vor verbreitet.
Lernzielvorgaben und entsprechende Kontrollmechanismen gehören heute zum Standard jeder Curriculumentwicklung im öffentlichen Schulwesen (siehe auch Leistungsbeurteilung und Leistung).

## Beispiele
Lernkontrollen können als objektivierende Rückmeldungen über den Lernfortschritt und über den Enderfolg des Lernens Auskunft geben. Sie werden entsprechend im Bildungswesen als begleitende und abschließende Prüfverfahren bezeichnet und eingesetzt.  Der festgestellte Leistungsstand wird in der Regel durch entsprechende Zeugnisse attestiert:

### Begleitende Lernkontrollen
Im Schulunterricht dienen Klassenarbeiten dem Leistungsnachweis über ein begrenztes Lernpensum in einzelnen Schulfächern während des  laufenden Unterrichtsgeschehens. In der Hochschulausbildung erfüllen Klausuren den Zweck der Überprüfung eines erfolgreichen Semesters in einer wissenschaftlichen Disziplin. Es handelt sich um Lernkontrollen in der Funktion von sogenannten „Zwischenprüfungen“. Sie sind auch bei jeder Berufsausbildung je nach Lerngegenstand in mündlicher, schriftlicher oder praktischer Form üblich.

### Abschließende Lernkontrollen
Hauptschulabschluss, Realschulabschluss oder Reifeprüfung kennzeichnen eine erfolgreiche Schulausbildung.  Im Handwerk stellen Gesellenprüfungen und Meisterprüfungen die notwendige Qualifikation für den jeweiligen Beruf sicher. Die Hochschulausbildung endet nach entsprechenden Leistungsnachweisen mit einem Staatsexamen, einer Diplomprüfung, dem Bachelor- oder Doktoratsabschluss. Wer legal den Gleitschirmsport betreiben und einen Versicherungsschutz in Anspruch nehmen will, braucht dafür ebenfalls eine spezielle Ausbildung und Lizenz. Rettungsschwimmer weisen ihre Kompetenz durch einen Leistungs- oder Lehrschein der Deutschen Lebens-Rettungs-Gesellschaft oder der Wasserwacht nach, Autofahrer durch die Führerscheinprüfung, Radfahrer durch die Radfahrprüfung. Schilehrer oder Physiotherapeuten können sich nach entsprechenden Lernkontrollen als „staatlich geprüft“ bezeichnen. Alle diese Qualifikationen und Berechtigungen ergeben sich aus der Ergebnissicherung nach bestimmten Ausbildungsgängen und entsprechenden Lernkontrollen. Die Leistungsfeststellungen können dabei lediglich als „bestanden“ oder „nicht bestanden“ deklariert, aber auch differenzierter in Form von  Zensuren und Zeugnissen ausgewiesen werden.

## Probleme und Grenzen
Die Problematik einer übertriebenen Fixierung auf einen lernzielorientierten Unterricht und entsprechend rigide gehandhabter Kontrollmechanismen wurde schon in den 1970er Jahren im Zusammenhang mit der Curricularen Didaktik eingehend diskutiert:
Schwierigkeiten entstehen etwa, wenn auch das komplizierte Geflecht von Leitzielen, Richtzielen, Grobzielen, Feinzielen operational eingebunden werden soll oder man die in der Lernrealität nur schwer trennbaren kognitiven, affektiven, psychomotorischen, sozialen Lernziele an entsprechende Lernkontrollen fesseln möchte. Lernkontrollen lassen sich relativ leicht mit kurzfristig angelegten produkt- und fertigkeitsbezogenen Lernzielen wie Wissens- und Könnenszuwächsen, weniger leicht mit prozessorientierten längerfristigen Zielsetzungen wie Verhaltensweisen und Einstellungen verbinden. Hierbei entfernte sich die akkurate Vorstellung der Taxonomen von den Realitäten des Lebens und der Unterrichtswirklichkeit. Der verständliche Wunsch nach Operationalisierung und damit möglichst transparenter, nachvollziehbarer Darstellung von Leistungen darf nicht zu überformalisierten Vorgaben führen, wie sie sich zahlreich in den Beurteilungsschablonen der 1970er Jahre finden. Wenn die Taxonomie der Lernziele ein vertretbares Maß an Differenzierung überschreitet, läuft sie einerseits die Gefahr des Realitätsverlusts und macht sich andererseits einer Verarmung der didaktischen Vielfalt und kreativen Unterrichtsgestaltung schuldig. Was Taxonomen abstrakt-mathematisch säuberlich zu trennen vermögen, kann in der Lebenswirklichkeit zu einer Scheingenauigkeit führen, etwa, wenn grobe Schätzwerte von Leistungen (sehr gut – gut – befriedigend – ausreichend – mangelhaft – ungenügend) rechnerisch/statistisch in zehntel oder gar hundertstel Ziffern (1,1 bzw. 2,15) verwandelt, miteinander verglichen und daraus schließlich real nicht gegebene Leistungsunterschiede konstruiert werden. Lernergebnisse können ohne Wirklichkeitsverlust nur so präzise ausgewertet werden, wie es die zugrundeliegenden Rohscores zulassen.